# Triphosa seseraria
Triphosa seseraria là một loài bướm đêm trong họ Geometridae.